# O Material Tem Sempre Razão
O Material Tem Sempre Razão é o segundo álbum de Joana Espadinha. Foi editado a 28 de setembro de 2018, pela chancela NorteSul (que pertence à Valentim de Carvalho), sendo considerado um dos melhores álbuns portugueses desse ano.

## Produção e lançamento
Depois da estreia com Avesso (2014), num registo em que mistura o português e o inglês, Espadinha convidou Benjamim para produzir o segundo longa-duração. O músico aceitaria o convite sob a condição de ser um álbum cantado apenas em português, o que fez com que Espadinha colocasse de lado algumas canções que já tinha composto em inglês. O álbum foi gravado ao longo de dois anos, período em que Espadinha e Benjamim também colaboraram com uma participação no Festival da Canção de 2018, com "Zero a Zero".
À Agência Lusa, Espadinha explicou que o disco foi desenhado com uma questão em mente: "O que é que faz uma canção ficar no ouvido de alguém?”. Assim, o processo de arranjo das músicas começou com versões minimalistas das canções, tocadas apenas ao piano.
A primeira música que gravaram foi "Leva-me a dançar", que acabou por ser o single de apresentação do disco. Em entrevista, a artista explicou ser "uma canção especial que abriu caminho para o resto do disco.". O segundo single, "Pensa Bem", chegou em julho de 2018, com um vídeo realizado por Joana Linda. Na semana de lançamento do álbum, a canção "Jogo de Cadeiras" foi divulgada nas plataformas digitais.
O Material Tem Sempre Razão tem influências de Lena d'Água e Gabriela Schaaf, mas também de Feist, Air ou Fleetwood Mac, entre outros, artistas que ouviram juntos durante o período de pré-produção.

## Receção
O disco foi genericamente bem recebido pela crítica, tendo entrado nas listas de melhores discos portugueses do ano para a Antena 3 (na 3ª posição) e para a Blitz (11º posição), bem como para meios especializados como a Altamont ou a Glam Magazine.

## Alinhamento
| N.º            | Título                        | Duração |  |
| 1.             | "Jogo Das Cadeiras"           | 2:22    |  |
| 2.             | "Leva-me A Dançar"            | 3:01    |  |
| 3.             | "Pensa Bem"                   | 4:12    |  |
| 4.             | "Vai Ser Melhor"              | 4:21    |  |
| 5.             | "Voo Raso"                    | 4:07    |  |
| 6.             | "Contramāo"                   | 4:34    |  |
| 7.             | "Qualquer Coisa"              | 3:41    |  |
| 8.             | "Mais Uma Estrada"            | 3:07    |  |
| 9.             | "Sem Emenda"                  | 2:13    |  |
| 10.            | "O Material Tem Sempre Razão" | 5:52    |  |
| 11.            | "Por Um Fio"                  | 2:22    |  |
| Duração total: | Duração total:                | 39:58   |  |